# Expressway 55 (Südkorea)
Der Expressway 55 , auch bekannt als Jungang Expressway (kor. 중앙고속도로, Jungang Gosok Doro), ist eine Schnellstraße in Südkorea. Die Autobahn ist eine Nord-Süd-Route in der östlichen Hälfte des Landes, von der Hafenstadt Busan nach Chuncheon im Norden des Landes. Die Autobahn ist die nördlichste in Südkorea und hat auch die längste Strecke zwischen zwei Kreuzen und zwar zwischen Daegu und Wonju. Die Autobahn ist 387 Kilometer lang.

## Straßenbeschreibung

### Busan
Die Autobahn beginnt im Westen von Busan, der zweitgrößten Stadt Südkoreas im äußersten Südosten des Landes. Die Autobahn überquert den Fluss Nakdong und folgt dann einer Verbindung zum Flughafen Gimhae, dem wichtigste Flughafen von Busan. Die Autobahn hat hier 2 × 2 Fahrspuren und in der Umgebung sind mehr Autobahnen. Dann wird der Expressway 10 überquert, eine Ost-West-Autobahn die aus Gwangju kommt und nach Busan führt. Die Autobahn folgt dem Fluss in Richtung Norden und nach paar Kilometer nördlich wird der Expressway 551 gekreuzt, der die nördlichen Vororten von Busan mit der Stadt und dem Expressway 1 verbindet.

### Im Osten von Südkorea
Die Autobahn führt dann durch eine bergige Gegend und verfügt über eine große Anzahl von Tunneln und führt über Miryang und Cheongdo nach Daegu, eine Stadt mit 2,5 Millionen Einwohnern. Die Autobahn verläuft entlang der Ostseite von Daegu und verbindet sich mit dem Expressway 1. Beide Autobahnen führen dann nördlich von Daegu entlang. Es wird dann der Expressway 20 gekreuzt, der zur Ostküste in Richtung Pohang führt. Auf der Nordseite von Daegu trennen sich der Expressway 55 und der Expressway 1 wieder.
Der nachfolgende Teil der Autobahn führt durch bergige Gegend mit sehr vielen Tunneln. Die Autobahn führt durch einen dünn besiedelten Teil von Südkorea und überquert über eine größere Distanz keine Autobahnen und es gibt nur Städte von regionaler Bedeutung in diesem Teil der Strecke. Dieser Teil von Südkorea besteht aus niedrigen Bergen mit bis zu 500 Meter Höhe. Über Yeongju verläuft die Autobahn in Richtung Norden und verläuft dann durch eine höhere Bergkette mit Gipfeln von bis zu 1400 Metern. Man erreicht dann Wonju, eine Stadt ca. 190 Kilometer nördlich von Daegu. In Wonju überquert man den Expressway 50, der nördlichsten Küsten zu Küsten Autobahn in Südkorea, von Seoul über Incheon und Gangneung.

### Im Norden von Südkorea
Der Expressway 55 verläuft dann noch etwa 70 Kilometer weiter nördlich und ist die nördlichste Autobahn von Südkorea. Die Autobahn verläuft hier etwa 80 Kilometer östlich von Seoul entlang nach Norden, durch eine sehr bergige Gegend. In Chuncheon endet die Autobahn in einer Stadtautobahn, etwa 50 Kilometer südlich der Grenze zu Nordkorea.

## Geschichte
Der erste Abschnitt wurde am 12. Dezember 1994 zwischen dem Expressway 50 und Wonju auf einer kurzen Strecke eröffnet. Dies wurde auf 2 × 2 Spuren zusammen mit der Verbreiterung des Expressway 50 geöffnet. Drei Tage später wurde ein zweites kurzes Stück vom Expressway 1 bei Daegu eröffnet.
Am 29. August 1995 wurden drei Streckenabschnitte eröffnet, und zwar von Chilgok nach Uiseong, von Chungju nach Wonju und von Chuncheon nach Hongcheon. Am 28. Juni 1996 eröffnete der Streckenabschnitt von dem Expressway 10 bis nach Busan. Am 1. Juni 2000 eröffnete die fehlenden Verbindungen zwischen Daegu und Wonju. Am 17. August 2001 öffnete einen Teil Wonju nach Hongcheon, somit war die Autobahn mehr oder weniger in ihrer heutigen Form fertiggestellt. Ende 2001 wurde ein neuer Anschluss bei Yecheon eröffnet. Am 25. Januar 2006 eröffnete die Autobahn von Daegu nach Busan, womit Busan eine zweite Nord-Süd-Autobahn bekam.

## Eröffnungsdaten der Autobahn
| von         | nach                | Länge   | Datum      |
| ----------- | ------------------- | ------- | ---------- |
| Wonju Süd   | Manjong             | 4,4 km  | 12.12.1994 |
| Geumho      | Chilgok             | 18,7 km | 15.12.1994 |
| Chilgok     | Andong West (1 × 2) | 67,3 km | 29.08.1995 |
| Jecheon     | Wonju Süd (1 × 2)   | 31,6 km | 29.08.1995 |
| Hongcheon   | Chuncheon (1 × 2)   | 24,2 km | 29.08.1995 |
| Daejeo      | Daedong             | 7,1 km  | 28.06.1996 |
| Chilgok     | Andong West (2 × 2) | 67,3 km | 01.06.2000 |
| Jecheon     | Wonju Süd (2 × 2)   | 31,6 km | 01.06.2000 |
| Hongcheon   | Chuncheon (2 × 2)   | 24,2 km | 01.06.2000 |
| Andong West | Punggi              | 51,5 km | 01.06.2000 |
| Manjong     | Hongcheon           | 43,8 km | 17.08.2001 |
| Punggi      | Jecheon             | 51,4 km | 14.12.2001 |
| Daedong     | Daegu Ost           | 81,4 km | 25.01.2006 |

## Verkehrsaufkommen
Das Verkehrsaufkommen ist im Süden in den Ballungsgebieten sehr hoch mit bis zu 37.000 Fahrzeugen pro Tag. Bei Daegu, wo sich der Expressway 55 und der Expressway 1 verbinden, ist das Verkehrsaufkommen bei ca. 56.000 Fahrzeuge pro Tag. In den nördlichen Regionen der Autobahn ist das Verkehrsaufkommen wesentlich geringer und liegt bei ca. 10.000 bis 22.000 Fahrzeugen pro Tag.

## Ausbau der Fahrbahnen
| von   | nach      | Länge  | Fahrspuren |
| ----- | --------- | ------ | ---------- |
| Busan | Chuncheon | 387 km | 2 × 2      |